# ثوران الجزيرة البيضاء/واكاري 2019
ثار بركان الجزيرة البيضاء/واكاري في منطقة خليج بلنتي إلى الشمال الشرقي من نيوزيلندا في 9 ديسمبر 2019 في تمام الساعة 14:11 (ت ع م+13:00). وقد كان هناك 47 شخصًا على الأقل في المنطقة المجاورة للجزيرة في ذلك الوقت، تأكد وفاة عشرون شخصا منهم، وبقي ثمانية أشخاص في عداد المفقودين ويُفترض وفاتهم، بينما أصيب 19 آخرون بحروق.

## الثوران
ثار البركان في 9 ديسمبر 2019 الساعة 14:11 بتوقيت نيوزيلاندا (01:11 بالتوقيت العالمي المنسق)، ارتفع على إثره عمود الرماد إلى 3.7 كيلومتر (12000 قدم) في الهواء.
كان يعتقد في البداية أن هناك حوالي 100 سائح في أو بالقرب من الجزيرة عندما وقع الانفجار. في وقت لاحق تم تنقيح هذا الرقم وانخفض إلى 47 شخصًا كانوا على الجزيرة عندما وقع الانفجار، بينهم 24 أستراليًا. كان بعض الأشخاص الموجودين في الجزيرة وقت اندلاع انفجار البركان ركابًا على متن السفينة السياحية (Ovation of the Seas) والتي كانت في رحلة استغرقت 12 يومًا حول نيوزيلندا، وكانت راسية في تاورانجا في ذلك الصباح.
كان بعض الزوار ينتظرون أن تنقلهم السفن قبالة الجزيرة وقت الثوران. أنقذ منظمو الرحلات السياحية والعاملين في السفينة حوالي 23 شخصًا من الجزيرة قبل الإعلان أن الجزيرة غير آمنة رسميًا. وذكر أحد الركاب في أحد القوارب أن سفينته حاولت تجاوز الدخان والثوران أولاً قبل أن يلاحظ الكثيرون على السفينة مجموعة من الأشخاص على رصيف الميناء يحتاجون إلى المساعدة. كان أولئك الذين نقلوا إلى القارب بمساعدة الركاب الأصليين قد استخدموا زجاجات المياه والسترات والملابس الأخرى وأجهزة الاستنشاق وقطرات العين.
أبلغ راكب آخر المراسلين أن القارب الذي كان على متنه والذي كان على بعد حوالي 200 متر من الشاطئ وقت اندلاع البركان، أطلق تحذيرًا طارئًا واستعاد 23 شخصًا قبل أن يعود إلى البر الرئيسي. بينما استقل المسعفون من خفر السواحل النيوزيلندي القارب قبل أن يصلوا إلى الأرصفة البحرية لإحضار المصابين.
أنجز ثلاثة من طياري طائرات الهليكوبتر التجارية مهام إنقاذ في الجزيرة، وعلى متن طائرات الهليكوبتر الخاصة بهم، مما أدى إلى عودة خمسة وخمسة وشخصين اثنين على توالي مهمات الإنقاذ الثلاث. ولاحظوا العديد من القتلى في المنطقة ولكنهم اضطروا إلى التركيز على إعادة الناجين.